# 劉臻
劉臻（?—155年4月10日），為中國東汉時期藩王之一，封於東海國，諡號東海孝王，於延光四年（126年）—永寿元年（155年）在位，共30年。（《後漢書》本傳誤作即位時間125年—156年，在位31年。）其父是东海顷王劉肅。

## 生平
劉臻有篤行，個性「敦厚有恩」，常分租秩賑給諸父昆弟。東海國相把劉臻的行為上報朝廷，漢順帝「增臻封五千戶」。
永建二年（127年），汉顺帝刘保封刘臻两个弟弟刘敏、刘俭为乡侯。
劉臻于永壽元年（155年）二月甲申日（廿一）去世。
| 前任： 劉肅 | 東汉東海王 126年－155年在位 | 繼任： 劉祗 |

## 延伸阅读
[在维基数据编辑]
 《北史/卷083》，出自李延壽《北史》